# Pennariidae
Famille
Synonymes
- Codonidae Haeckel, 1879[2]
- Halocordylidae Stechow, 1921[2]

Les Pennariidae sont une famille d'hydrozoaires de l'ordre des Anthoathecata, caractérisées par leurs colonies en forme de plume. Cette une famille, relativement restreinte, ne doit pas être confondue avec celle des Aglaopheniidae dont les espèces sont parfois semblables.

## Liste des genres
Selon BioLib (4 mai 2021) et ITIS (4 mai 2021) :
- genre Pennaria Goldfuss, 1820 (5 espèces)
- genre Stauridia Forbes, 1848 (non reconnu par World Register of Marine Species (4 mai 2021)[3])

## Publication originale
- (en) John McCrady, « Gymnopthalmata of Charleston Harbor », Proceedings of the Elliott Society of Natural History of Charleston, South-Carolina, Charleston, Inconnu, vol. 1,‎ 1859, p. 103-221 (OCLC 2446677, lire en ligne).